# Retuertas (cheval)
Pour l’article homonyme, voir Retuerta.
Le Retuertas (espagnol : caballo de las retuertas) est une race chevaline espagnole sauvage, originaire de Huelva, dans la réserve biologique de Doñana. « Redécouverte » au début du XXIe siècle, il s'agit d'une des populations chevalines les plus anciennes du continent européen. Les ancêtres de cette race ont vraisemblablement été exportés dans les Amériques depuis l'Espagne, d'où ils ont influencé bon nombre de races chevalines américaines issues du cheval colonial espagnol.

## Dénomination
Son nom en espagnol est Caballo de las Retuertas, qui se traduit en français par « cheval des Retuertas ».

## Histoire
Le Retuerta a vécu dans un isolement extrême, qui l'a préservé des croisements avec d'autres races. Il pourrait s'agir du cheval le plus ancien d'Europe,. Les données historiques et scientifiques laissent à penser qu'il est le chaînon manquant entre les chevaux Pure race espagnole, les Barbe, et les populations équines descendantes du cheval colonial espagnol, exportées dans les Amériques depuis l'Espagne. Ce cheval a vraisemblablement été livré à lui-même après l'exode rural du XXe siècle. 
La race, oubliée des autorités espagnoles, est redécouverte puis fait l'objet d'études génétiques depuis 2005. Elles révèlent son grand intérêt : le Retuertas est considéré depuis comme un joyau zoologique. Dès la découverte de ces caractéristiques, des mesures de protection sont préconisées, les faibles effectifs rendant la race particulièrement vulnérable. 
Début janvier 2014, quatre hardes d'une douzaine de chevaux sont relâchées à l'état sauvage dans l'ouest de l'Espagne, à la réserve biologique d'Azaba, dans le cadre d'un projet du groupe « Rewilding Europe ». C'est la première fois que des chevaux sont volontairement rendus à l'état sauvage dans ce pays.

## Description
Le Retuertas est bien distinct génétiquement de toutes les autres races de chevaux espagnoles, et même européennes. 
Sa tête est longue, dotée d'un profil convexe. L'encolure est fine. La croupe présente une légère inclinaison. Les membres sont solides.
Le Retuertas est surveillé pour que sa reproduction s'effectue en race pure,.

### Tempérament et allures
C'est un cheval très sauvage, qui s'excite rapidement s'il est placé dans un enclos. Il reste méfiant envers l'humain. C'est par ailleurs une race rustique et résistante aux chaleurs extrêmes. 
La race a fait l'objet d'une étude visant à déterminer la présence de la mutation du gène DMRT3 à l'origine des allures supplémentaire : cette étude a permis de confirmer la présence de cette mutation chez le Retuertas, mais pas l’existence de chevaux ambleurs parmi la race. 

## Utilisations
Par le passé, il était peut-être utilisé pour divers travaux agricoles et le gardiennage du bétail. 
Il est désormais employé pour l'écopâturage. C'est un cheval essentiellement sauvage, qui de ce fait demande des compétences spécifiques pour être géré. 

## Diffusion
Il est classé comme race locale indigène de l'Espagne. Il vit essentiellement dans la réserve de Doñana, en Andalousie. Un autre troupeau se trouve à la réserve de Campanarios.
Il forme la race chevaline la plus menacée d'Espagne avec, début 2014, environ 150 individus recensés. Le Retuertas est donc critiquement menacé d'extinction.